# Cuprorhodsit
Cuprorhodsit ist ein selten vorkommendes Mineral aus der Mineralklasse der „Sulfide und Sulfosalze“ mit der Endgliedzusammensetzung (Cu1+0,5Fe3+0,5)Rh3+2S4 oder vereinfacht mit der idealisierten Zusammensetzung CuRh2S4 und damit chemisch gesehen ein Kupfer-Rhodium-Sulfid. Strukturell gesehen gehört Cuprorhodsit zur Gruppe der Spinelle.
Cuprorhodsit kristallisiert im kubischen Kristallsystem, konnte jedoch bisher nur erzmikroskopisch in Form kleiner Einschlüsse bis etwa 300 μm in Isoferroplatinkörnern gefunden werden. Das Mineral ist vollkommen undurchsichtig (opak) und zeigt auf den Oberflächen der eisenschwarzen, im Auflicht auch grauen, Körner einen metallischen Glanz.

## Etymologie und Geschichte
Entdeckt wurde Cuprorhodsit zusammen mit Cuproiridsit in Mineralproben vom Berg Filipp (russisch гора Филиппа) auf der Halbinsel Kamtschatka sowie vom nahe dem Kondjor-Massiv gelegenen Chad-Massiv im Aldanhochland auf dem Gebiet der Republik Sacha (Jakutien) in der Region Chabarowsk im russischen Föderationskreis Ferner Osten. Beide Fundstätten gelten daher als Typlokalität für Cuprorhodsit. Die Analyse und Erstbeschreibung erfolgte durch N. S. Rudaschewski, Y. P. Menschikow, A. G. Motschalow, N. V. Trubkin, N. I. Schumskaja, V. V. Schdanow (russisch: Н. С. Рудашевский, Ю. П. Меньшиков, А. Г. Мочалов, Н. В. Трубкин, Н. И. Шумская, В. В. Жданов), die das Mineral nach dessen chemischer Zusammensetzung aus Kupfer (lateinisch cuprum, als Namensteil Cupro-) und Rhodium benannten.
Das Mineralogenteam um Rudaschewski reichte seine Untersuchungsergebnisse und den gewählten Namen 1984 zur Prüfung bei der International Mineralogical Association ein (interne Eingangs-Nr. der IMA: 1984-016), die den Cuprorhodsit als eigenständige Mineralart anerkannte. Die Publikation folgte ein Jahr später im russischen Fachmagazin Sapiski Wsessojusnogo Mineralogitscheskogo Obschtschestwa (russisch Записки Всесоюзного Минералогического Общества, englisch Zapiski Vsesoyuznogo Mineralogicheskogo Obshchestva) und wurde 1986 mit der Publikation der New Mineral Names im englischsprachigen Fachmagazin American Mineralogist nochmals bestätigt.
Das Typmaterial des Minerals wird in der Mineralogischen Sammlung der Staatlichen Bergbau-Universität Sankt Petersburg (ehemals Staatliches Bergbauinstitut) in Sankt Petersburg unter der Sammlungs-Nr. 1685/1 aufbewahrt.

## Klassifikation
Die strukturelle Klassifikation der International Mineralogical Association (IMA) zählt den Cuprorhodsit zur „Spinell-Supergruppe“, wo er zusammen mit Cadmoindit, Daubréelith, Greigit, Indit, Joegoldsteinit, Kalininit, Linneit, Polydymit, Siegenit, Violarit und Xingzhongit die „Linneit-Untergruppe“ innerhalb der „Thiospinelle“ bildet (Stand 2019).
Da der Cuprorhodsit erst 1984 als eigenständiges Mineral anerkannt wurde, ist er in der seit 1977 veralteten 8. Auflage der Mineralsystematik nach Strunz noch nicht verzeichnet. Einzig im Lapis-Mineralienverzeichnis nach Stefan Weiß, das sich aus Rücksicht auf private Sammler und institutionelle Sammlungen noch nach dieser alten Form der Systematik von Karl Hugo Strunz richtet, erhielt das Mineral die System- und Mineral-Nr. II/D.02-20. In der „Lapis-Systematik“ entspricht dies der Klasse der „Sulfide und Sulfosalze“ und dort der Abteilung „Sulfide mit [dem Stoffmengenverhältnis] Metall : S,Se,Te < 1 : 1“, wo Cuprorhodsit zusammen mit Cuproiridsit, Ferrorhodsit (diskreditiert, siehe Chemismus), Kingstonit, Malanit und Xingzhongit eine eigenständige, aber unbenannte Gruppe bildet (Stand 2018).
Die seit 2001 gültige und von der International Mineralogical Association (IMA) zuletzt 2009 aktualisierte 9. Auflage der Strunz’schen Mineralsystematik ordnet den Cuprorhodsit dagegen in die neu definierte Abteilung der „Metallsulfide mit M : S = 3 : 4 und 2 : 3“ ein. Diese ist weiter unterteilt nach dem genauen Stoffmengenverhältnis, so dass das Mineral entsprechend seiner Zusammensetzung in der Unterabteilung „M : S = 3 : 4“ zu finden ist, wo es zusammen mit Bornhardtit, Cadmoindit, Carrollit, Cuproiridsit, Daubréelith, Ferrorhodsit, Fletcherit, Florensovit, Greigit, Indit, Kalininit, Linneit, Malanit, Polydymit, Siegenit, Trüstedtit, Tyrrellit, Violarit und Xingzhongit die „Linneitgruppe“ mit der System-Nr. 2.DA.05 bildet.
Die von der Mineraldatenbank „Mindat.org“ weitergeführte Strunz-Klassifikation, die sich im Aufbau nach der 9. Auflage der Strunz’schen Mineralsystematik richtet, führt in der Gruppe 2.DA.05 auch die nach 2009 neu beschriebenen Spinelle Berndlehmannit, Cuprokalininit, Joegoldsteinit, Nickeltyrrellit und Shiranuiit auf. Die Spinelle Ezochiit und Grimmit werden hier zusammen mit Ferrodimolybdänit (FeMo2S4), Zaykovit (Rh3Se4) und Zolenskyit (FeCr2S4) der allgemeineren Gruppe 2.DA (Metallsulfide mit M:S=3:4) zugewiesen.
Auch die vorwiegend im englischen Sprachraum gebräuchliche Systematik der Minerale nach Dana ordnet den Cuprorhodsit in die Klasse der „Sulfide und Sulfosalze“ und dort in die Abteilung der „Sulfidminerale“ ein. Hier ist er ebenfalls in der „Linneitgruppe (Isometrisch: Fd3m)“ mit der System-Nr. 02.10.01 innerhalb der Unterabteilung „Sulfide – einschließlich Seleniden und Telluriden – mit der Zusammensetzung AmBnXp, mit (m+n) : p = 3 : 4“ zu finden.

## Chemismus
In der Endgliedzusammensetzung von Cuprorhodsit (CuRh2S4) besteht das Mineral aus Kupfer (Cu), Rhodium (Rh) und Schwefel (S) im Stoffmengenverhältnis von 1 : 2 : 4, was einem Massenanteil (Gewichts-%) von 15,98 Gew.-% Cu, 51,76 Gew.-% Rh und 32,26 Gew.-% S entspricht.
Insgesamt 10 Mikrosondenanalysen am Typmaterial aus Kamtschatka ergaben dagegen die abweichende durchschnittliche Zusammensetzung von 7,55 Gew.-% Cu, 39,6 Gew.-% Rh und 29,8 Gew.-% S. Zusätzlich wurden Anteile von 5,31 Gew.-% Eisen (Fe) sowie 10,3 Gew.-% Iridium (Ir) und 6,8 Gew.-% Platin (Pt) gemessen, die einen Teil des Kupfers beziehungsweise einen Teil des Iridiums in der Formel diadoch vertreten.
Auf der Basis von vier Schwefelatomen errechnet sich aus den gemessenen Werten die empirische Zusammensetzung (Cu0,51Fe0,41)Σ=0,92(Rh1,66Ir0,23Pt0,15)Σ=2,04S4,00, die zur eingangs genannten Formel idealisiert wurde.
Cuprorhodsit bildet mit Cuproiridsit (CuIr2S4) eine lückenlose Mischkristallreihe.
Im Zuge der Neuordnung von Nomenklatur und Klassifikation der Spinell-Supergruppe 2018 wurde die idealisierte Formel für Cuprorhodsit nach Überprüfung der empirischen Formel und der experimentellen Daten für synthetische Thiospinelle unter Angabe der Oxidationsstufen Cu1+, Fe3+ und Rh3+ (Plumier und Lotgering 1970 sowie Plumier et al. 1992) neu definiert und wird seitdem mit (Cu1+0,5Fe3+0,5)Rh3+2S4 angegeben.
Ein chemisch ähnliches Mineral mit der idealisierten Zusammensetzung (Fe,Cu)(Rh,Pt,Ir)2S4 wurde von N. S. Rudaschewski, A. G. Motschalow, Y. P. Menschikow und N. I. Schumskaja als Fe-Analogon von Cuprorhodsit erstbeschrieben und 1996 von der IMA unter dem Namen Ferrorhodsit (interne Eingangs-Nr. IMA 1996-047) anerkannt. Durch die Neuordnung der Spinell-Supergruppe wurde auch dieses Mineral überprüft und 2017 diskreditiert (IMA 2017-H), da die idealisierte Formel identisch mit der von Cuprorhodsit ist.

## Kristallstruktur
Cuprorhodsit kristallisiert kubisch in der Raumgruppe Fd3m (Raumgruppen-Nr. 227) mit dem Gitterparameter a = 9,88 Å sowie 8 Formeleinheiten pro Elementarzelle.

## Bildung und Fundorte
Cuprorhodsit bildet sich in alluvialen Lagerstätten, wo er neben Isoferroplatin unter anderem noch mit Bornit, Chalkopyrit, Cooperit, Cuproiridsit, Erlichmanit, Laurit, Malanit, gediegen Osmium und dessen iridiumreiche Varietät Iridosmin und Sperrylith vergesellschaftet vorkommen kann.
Als seltene Mineralbildung konnte Cuprorhodsit nur an wenigen Orten nachgewiesen werden, wobei weltweit bisher etwas mehr als 30 Fundstätten dokumentiert sind (Stand 2020). Außer an den genannten Typlokalitäten am Berg Filipp auf Kamtschatka sowie am Chad-Massiv in Chabarowsk, fand sich das Mineral in Russland noch an weiteren Stellen auf Kamtschatka wie beispielsweise im mafisch-ultramafischen Komplex von Epilchik im Rajon Oljutorski (russisch: Олю́торский райо́н) und in einer Seifenlagerstätte am Fluss Maior im Korjakengebirge sowie an weiteren Flussseifen am Miass in der Oblast Tscheljabinsk (Südural), am Baimka (Nebenfluss des Großen Anjui) im Autonomen Kreis der Tschuktschen in Nordostsibirien, am Koura in der Oblast Kemerowo in Südsibirien und im Kondjor-Massiv in der fernöstlichen Region Chabarowsk.
In Österreich konnte Cuprorhodsit bisher nur in einem Serpentinit-Steinbruch in der Gemeinde Kraubath an der Mur sowie in einer unbenannten Chromit-Grube am Mitterberg und am Sommergraben bei Sankt Stefan ob Leoben in der Steiermark gefunden werden.
Weitere Fundorte liegen unter anderem in Albanien, Äthiopien, Australien, Brasilien, Bulgarien, Ecuador, Finnland, Frankreich, Italien, Japan, Kanada, Kolumbien, Madagaskar, der Mongolei, Neukaledonien, Nordmazedonien und Sierra Leone (Stand 2020).